# Limia zonata
Limia zonata är en fiskart som först beskrevs av Nichols, 1915.  Limia zonata ingår i släktet Limia och familjen Poeciliidae. Inga underarter finns listade i Catalogue of Life.